# Glen Bell
Glen William Bell, Jr. (Lynwood, 3 de setembro de 1923 – Rancho Santa Fe, 16 de janeiro de 2010) foi um empresário norte-americano que fundou a cadeia de fast food Taco Bell.

## Vida
Glen Bell nasceu em Lynwood, Califórnia, e cursou o ensino médio em San Bernardino. Após o serviço militar, ele abriu sua primeira barraca de cachorro-quente chamada "Bell's Drive In" em 1948, que vendeu em 1952. Em outro estande ele vendia tacos por 19 centavos, além de cachorros -quentes e hambúrgueres.
Em 1954 abriu três restaurantes com o nome "Taco Tias" que também vendeu, após o que abriu quatro restaurantes El Taco com parceiros.
Em 1962, a Bell decidiu vender os restaurantes El Taco para seus parceiros e abriu seu primeiro Taco Bell. O número de restaurantes cresceu rapidamente e ele vendeu a rede de 868 lojas para a PepsiCo em 1978 por US$ 125 milhões.

Glen Bell morreu em 16 de janeiro de 2010 aos 86 anos em sua casa em Rancho Santa Fe, Califórnia. Ele deixa esposa, dois filhos, uma filha, quatro netos e três irmãs.